# Парк «Ручеёк»
Парк «Ручеёк» — парк в Москве. Расположен в Марушкино (НАО) на правом берегу Алёшинского (Алёшкинского, Алёшина) ручья — притока Незнайки. Ближайшая станция метро находится в 9 км к северо-востоку.

## Происхождение названия
Скорее всего, парк назван из-за расположенного рядом Алёшинского ручья.

## История
Прогулочный парк появился в деревне Марушкино 31 декабря 2013 года. В нём открыты спортивные и детские площадки с современными игровыми комплексами, выполненные в морском стиле. Для безопасности детей и подростков резиновым покрытием оборудованы территории 3-х площадок парка для активного отдыха. Вдоль ручья среди ив и берез идет сеть пешеходных дорожек на деревянных настилах.
Во время благоустройства были проведены работы по очищению прудов, а также произведена отделка береговой линии. Сейчас здесь обитают карпы, черепахи и дикие утки. У подножья прудов обустроены смотровые площадки.
Парк «Ручеек» проектировщики поделили на зоны тихого и активного отдыха: общественную часть с площадкой для проведения торжеств и ветеранский дворик с памятником воинам-односельчанам, погибшим в годы Великой Отечественной войны. На надгробном камне стелы памятника высечены фамилии погибших односельчан. Ежегодно 22 июня здесь проходит митинг, посвященный Дню начала ВОВ.
Для местных жителей парк стал «народным», здесь проходят главные праздники и соревнования поселения Марушкинское.
Изюминкой парка стал амфитеатр. На празднование Дня Семьи, любви и верности 8 июля — это место притягивает несколько поколений москвичей.
Ежегодно на площадках парка «Ручеек» горожане отмечают различные праздники (Новый год, День защиты детей и другие), участвуют в соревнованиях по спорту, флорболу и пейнтболу, в мастер-классах по Венскому вальсу и Хип-хопу, в турнире по футболу «Марушкинская Ночная лига» и в марафоне Скандинавской ходьбы.
Парк организован в исторической местности: раньше на его территории располагались усадьбы Собакино. Так в старину называли часть нынешнего Марушкино на левом берегу Алешинского ручья. Усадьбу основал князь Григорий Данилович Долгоруков, служивший полководцем при царе Алексее Михайловиче, во второй половине XVII в. Затем усадьба принадлежала писателю и поэту Михаилу Хераскову.
Во время войны усадьба сгорела. На её бывшей территории был построен детский сад, что определило его детскую направленность. В современном «Ручейке» можно найти старые деревья усадебного парка и каскад очищенных и обустроенных прудов.